# زايلون (نسيج)

زايلون.

زايلون (بالإنجليزية: Zylon)‏: هي علامة تجارية لألياف اصطناعية ملدنة حرارياً من عديد إيثان اليوريا وتصنعه شركة تويوبو (Toyobo Corporation). تم اختراع زايلون وتطويره في شركة (SRI International) في عام 1980. وألياف زايلون كما ألياف كيفلر تستخدم في العديد من التطبيقات التي تتطلب قوى شد كبير جداً مع ثباتية حرارية عالية. تستخدم ألياف الزايلون أكثر ما تسخدم في تصنيع المعدات الرياضية كمضارب التنس، الطبقة السطحية لطاولات كرة الطاولة، وعدة استخدامات طبية.